# Hans-Hagen Hartter
Hans-Hagen Hartter (* 1943 in Berlin; † Mai 2001 in Heidelberg) war ein deutscher Künstler und Kunstpädagoge. Er war Professor für Bildende Kunst an der Pädagogischen Hochschule Heidelberg.

## Leben
Hartter wurde 1943 in Berlin geboren, wo er auch aufwuchs. Zunächst studierte er von 1965 bis 1968 Pädagogik in Bonn, absolvierte dann aber ab 1968 ein Studium an der Hochschule für Bildende Künste in Berlin. Während dieser Zeit war er auch Meisterschüler bei Herbert Kaufmann.
Beginnend 1973 arbeitete er als Dozent für Bildende Kunst und ihre Didaktik an der Pädagogischen Hochschule Lörrach bis kurz vor deren Schließung. Ab 1982 und bis zu seinem überraschenden Tod hatte er einen Lehrstuhl als Professor für Bildende Kunst an der Pädagogischen Hochschule Heidelberg inne.
Neben seiner Lehrtätigkeit schuf Hartter eigene Werke als Maler, Grafiker und Objektkünstler, die bestimmt sind von der leidenschaftlichen Erforschung geometrischer und farbspektraler Wirkungen.

## Veröffentlichungen
- mit M. Schallies: Die graphische Darstellung von Versuchsaufbauten – ein gestalterisches und chemiedidaktisches Problem. In: Naturwissenschaften im Unterricht – Physik/Chemie. Nr. 1, 1980, S. 21–25.
- Museum der Künstler. In: Forum Konkrete Kunst, Erfurt (Katalog). Kunstverlag Gotha, 1995, S. 80–81.
- Bildende Kunst heute. In: Sieben Künstler aus Wiesloch. Kunstkreis Südliche Bergstraße-Kraichgau e.V., Wiesloch 1995, S. 7–11.
- Keramisches Formen nach der Natur. 3. Auflage. Frech, Stuttgart 1992, ISBN 3-7724-1262-9.
- Speckstein. 7. Auflage. Frech, Stuttgart 1994, ISBN 3-7724-1145-2.
- Mobile Objekte. Das Wunderhorn, Heidelberg 2002, ISBN 3-88423-196-0.

## Ausstellungen
- 1982 Städtische Galerie Schwarzes Kloster, Freiburg
- 1988 Kunstverein Neckar-Odenwald, Buchen
- 1990 Pfalzgalerie, Kaiserslautern
- 1998 Haus Maikammer, Pfalz
- 2000 Kunstverein Ostseebad, Bad Kühlungsborn
- 2004 und 2006 Galerie Uwe Sacksofsky, Heidelberg[2]